# Dorota Terakowská

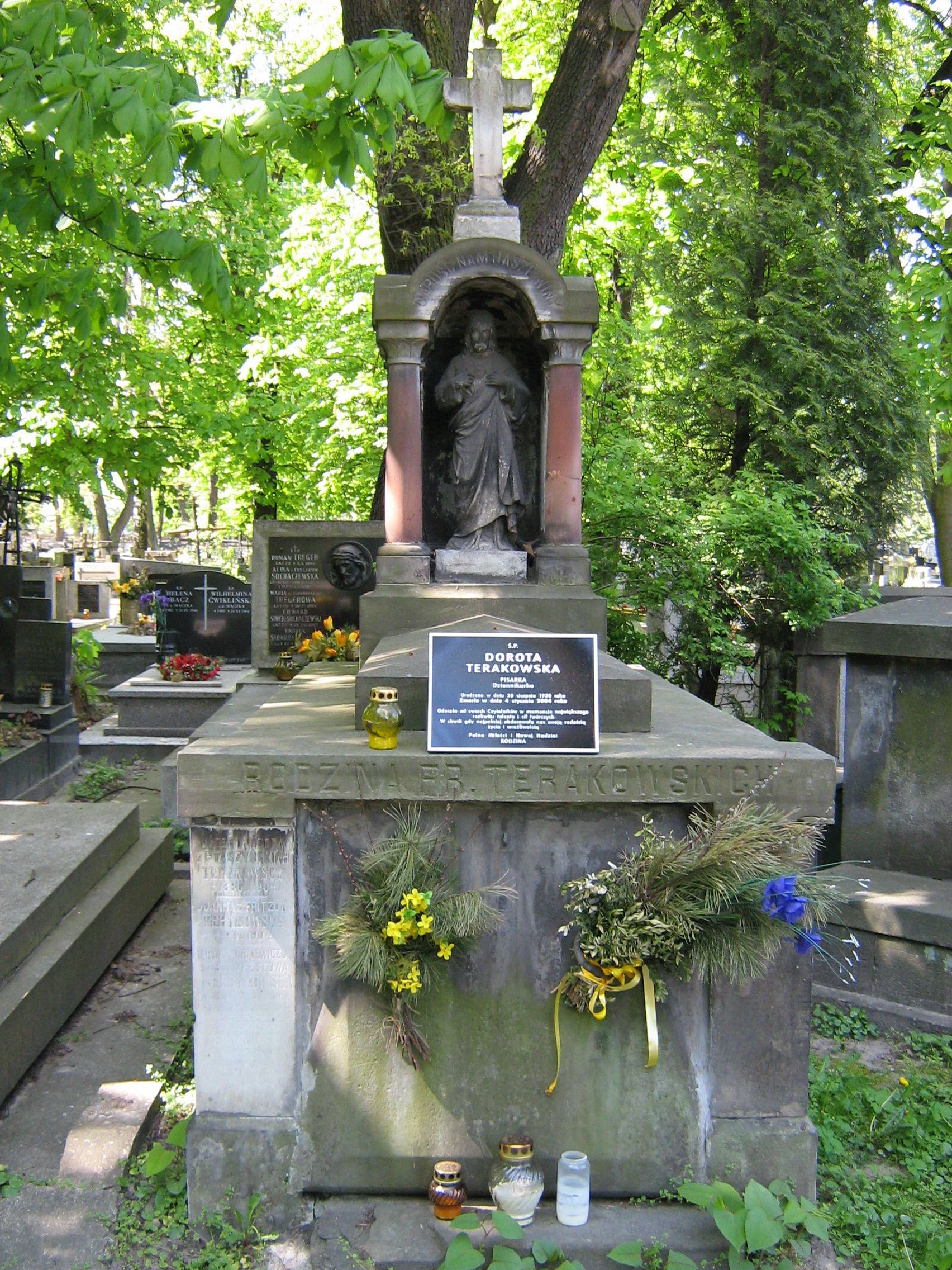
Hrob Doroty Terakowské na hřbitově v Krakově

Dorota Terakowska, vlastním jménem Barbara Rozalia Terakowska, česky: Dorota Terakowská (30. srpna 1938 Krakov – 4. ledna 2004 Krakov), byla polská spisovatelka, novinářka a publicistka.

## Biografie
Studovala sociologii na Jagellonské univerzitě v Krakově. V letech 1965–1968 byla výzkumným pracovníkem na katedře sociologie kultury. Mnoho let pracovala jako publicistka a redaktorka v novinách a časopisech „Gazeta Krakowska“ (1969–1981 a od roku 1991), „Przekrój“ (1976–1989) a „Zeszyty Prasoznawcze“ (1983–1989).
Byla jednou ze zakladatelů časopisu „Czas Krakowski“ (1990). Od roku 1995 do roku 1999 byla místopředsedkyní Sdružení novinářů Przekróje. Členka Asociace polských novinářů (1971–1981), Asociace polských spisovatelů (od roku 1989) a Svazu divadelních autorů a skladatelů (od roku 1982).
Zemřela v roce 2004 v Krakově. Byla pohřbena na Rakownickém hřbitově v Krakově.
Byla manželkou Andrzeje Nowaka a Macieje Szumowského a matkou novinářky Kataríny Nowakové a režisérky Małgorzaty Szumowské.

## Ocenění
Kniha Dcera čarodějek byla oceněna v roce 1992 polskou sekcí IBBY cenou za rok.
Kniha Dcera čarodějek byla zapsána v roce 1994 na Čestnou listinu IBBY, vydávanou Mezinárodním sdružením pro dětskou knihu.
Kniha Lustro Pana Grymsa byla oceněna v roce 1995 cenou Malý Dong polské sekce IBBY.
Kniha Lustro Pana Grymsa byla oceněna v roce 1995 titulem Bestseller v soutěži nadace Swiat Dziecka.
Kniha Samotność bogów byla oceněna v roce 1998 polskou sekcí IBBY cenou za rok.
Kniha Tam gdzie spadają anioły byla oceněna v roce 1999 polskou sekcí IBBY cenou za rok.
Kniha Ono byla oceněna Krakovskou knihou měsíce za duben 2003.

### Česká vydání
- Dcera čarodějek, Albatros, Praha 2002, přeložil Pavel Weigel
- Tam, kde padají andělé, Triton, Praha 2013, přeložil Pavel Weigel